# Аннаков, Бабакули
Бабакулы Аннаков (род. 29 мая 1972, Туркменистан) — американский и туркменский шахматист, гроссмейстер (1998), тренер. В составе сборной Туркмении — Олимпиад (1992 и 1994).

## Карьера
В международных турнирах Аннаков стал участвовать после распада СССР. В 1992 году он выиграл серебряную медаль в личном первенстве Туркменистана и принял участие в чемпионате мира среди юниоров до 20 лет в Буэнос-Айресе. В 1993 году Аннаков разделил второе место с Виталием Голодом, Алексеем Безгодовым и Валерием Яндемировым на круговом турнире в Уфе. В 1996 году разделил 1-е место на турнире в Москве, а в 1997 году выиграл вместе с Евгением Воробьёвым следующий турнир в этом городе. Эти успехи позволили Аннакову набрать 2585 очков и войти в первую сотню мирового рейтинга ФИДЕ (98-е место в мире на 1 января 1998 года). Уже 1 июля того же 1998 года он с 2600 очками поднялся на 78-е место в мире. В 2000 году Аннаков выиграл открытый турнир Foxwoods Open в Машантакете (Коннектикут, США). В последующем он не добивался значительных международных успехом, за исключением 1-го места на турнире World Open в Филадельфии в 2003 году, которое Аннаков разделил с Яан Эльвестом, Ильёй Смириным и Александром Онищуком. Отсутствие значимых успехов и снижение турнирной активности привели к постепенному снижению рейтинга шахматиста.

## Семья и личная жизнь
С 2005 года живёт в США. Аннаков женат, воспитывает дочь Полину. Жену зовут Марина.
Брат Байрама Аннакова, создателя приложения App in the Air.